# Stihl
Stihl (/stiːl/, alemão: [ʃtiːl]) é uma fabricante alemã de motosserras e outros equipamentos manuais, incluindo aparadores e sopradores. Sua sede fica em Waiblingen, em Baden-Württemberg, perto de Stuttgart, na Alemanha. A Stihl foi fundada em 1926 por Andreas Stihl, um importante inovador na produção de motosserras. A Stihl afirma ser a marca de motosserras mais vendida do mundo e a única fabricante de motosserras a fazer suas próprias correntes e barras-guia. Andreas Stihl AG é uma empresa privada pertencente aos descendentes de Andreas Stihl. A Stihl opera a série Stihl Timbersports.

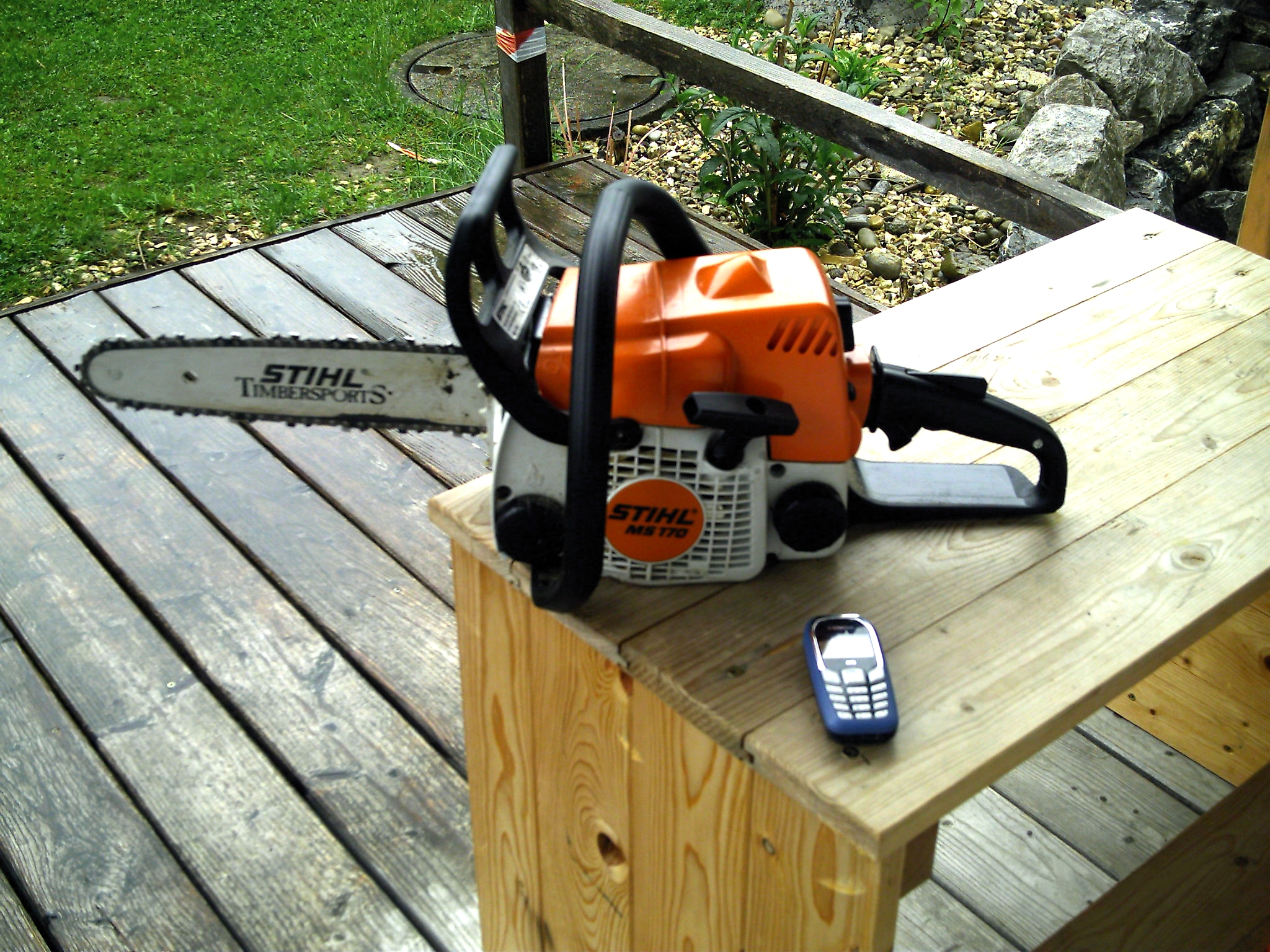
Motosserra Stihl MS 170

## História
Andreas Stihl projetou e construiu à mão sua primeira motosserra em 1926. A serra era movida a eletricidade e pesava cerca de 64 quilogramas (140 lb). A Stihl cresceu lentamente no início, pois as motosserras chegaram ao mercado na mesma época da Grande Depressão; com mão de obra barata e as antigas serras para duas pessoas, não havia necessidade de serras elétricas.
Em meados da década de 1970, Stihl expandiu a empresa com a construção de fábricas no Brasil e nos Estados Unidos. Grande parte do aumento da demanda veio dos mercados de construção e paisagismo. Junto com os mercados profissionais, Stihl projetou uma série de equipamentos de uso doméstico, como sopradores, aparadores de linha, cortadores de grama e motosserras. Em 2008, a mais nova unidade de produção da Stihl foi inaugurada em Qingdao, na China. Em dezembro de 2008, a Stihl adquiriu a produtora de carburadores Zama para garantir o abastecimento e entrar em um novo segmento de negócios com potencial de crescimento.
Durante a década de 1970, enquanto construía motosserras, a Stihl entrou no mercado de cortadores de ervas daninhas/roçadores, contratando uma empresa japonesa como fornecedora por vários anos, até que a Stihl tivesse seu próprio modelo para construir.
Em 1992, a Stihl adquiriu a Viking, uma empresa austríaca.

## Subsidiárias Stihl
Incorporada em Delaware, a Stihl Inc. é a subsidiária americana da Stihl International GmbH e tem sede em Virginia Beach, na Virgínia. A construção das instalações começou em 1974. Junto com as instalações de fabricação, também há armazéns e edifícios administrativos no complexo de 150 acre (607 000 m²). A Stihl Inc. emprega quase 2.000 funcionários em 2 000 000 ft² (186 000 m²) de edifícios.
A Andreas Stihl Ltd foi fundada em 1978 no Reino Unido.

## Patrocínios

### Futebol
- NorthEast United (2019–atualmente)